# Kronfelzov (dělostřelecká tvrz)
Dělostřelecká tvrz Kronfelzov (též transkripce Kronfelsov) je nerealizovaná vojenská tvrz, která byla plánována v důsledku zvolení Adolfa Hitlera kancléřem v Německu. Patřila mezi páteř obrany československého opevnění na severní hranici Československa. Stavba tvrze byla plánována do prostoru kóty 853 Kronfelzov (dnes 852 Holý vrch nebo Jílovec) asi 3 km severně od Kolštejna (dnes Branné) v Hanušovické vrchovině. Tato tvrz byla jediná, která byla umístěna do stavebního úseku ŽSV I Staré Město pod Sněžníkem. Počet osádky byl plánován na cca 561 mužů.
Tvrz měla být tvořena třemi pěchotními sruby (StM-S 41-43), dělostřelecká otočná věž (StM-S 44), dělostřelecký srub (StM-S 45), minometná věž (StM-S 46) a vchodový objekt (StM-S 46a). K tvrzi měla také náležet izolovaná dělostřelecká pozorovatelna (StM-S 46b), která byla plánována na kótě 691 Gregorkoppe (dnes 695 Kozí vrch) západně od Starého Města.
Na jaře 1937 byla z plánů ŘOP z časových a finančních důvodů vyškrtnuta. Na místo tvrze byly umístěny dva izolované pěchotní sruby, které byly již klasicky plánované v II. stupni odolnosti. Třetí pěchotní srub StM-S 42 byl vypuštěn bez náhrady. Místo palebné síly dělostřelecké tvrze se plánoval izolovaný dělostřelecký srub.